# 師臯
師臯（1465年—？），字□，陕西西安府長安縣人，民籍，明朝政治人物。

## 生平
弘治十一年（1498年）戊午科陝西鄉試第二十二名舉人。弘治十八年（1505年）中式乙丑科會試第二百四十二名，三甲第一百一十四名進士。嘉靖初任户部郎中、湖广常德府知府。

## 家族
曾祖師榮；祖父師□；父師□，□。母田氏。具庆下。